# Genieridium zanunciorum
Genieridium zanunciorum är en skalbaggsart som beskrevs av Vaz-de-mello och Canhedo 1998. Genieridium zanunciorum ingår i släktet Genieridium och familjen bladhorningar. Inga underarter finns listade i Catalogue of Life.